# Mingshan (sockenhuvudort i Kina, Jiangxi Sheng, lat 29,42, long 116,46)
Mingshan är en sockenhuvudort i Kina. Den ligger i provinsen Jiangxi, i den sydöstra delen av landet, omkring 100 kilometer nordost om provinshuvudstaden Nanchang. Antalet invånare är 21 614. Befolkningen består av 11 356 kvinnor och 10 258 män. Barn under 15 år utgör 26,0 %, vuxna 15-64 år 66 %, och äldre över 65 år 7,0 %.
Runt Mingshan är det tätbefolkat, med 511 invånare per kvadratkilometer. Närmaste större samhälle är Youdunjie, 17,5 km öster om Mingshan. Trakten runt Mingshan består till största delen av jordbruksmark.
Genomsnittlig årsnederbörd är 2 232 millimeter. Den regnigaste månaden är juni, med i genomsnitt 350 mm nederbörd, och den torraste är oktober, med 55 mm nederbörd.